# ISO 3166-2:GN
ISO 3166-2:GN é a entrada para a Guiné no ISO 3166-2, parte do padrão ISO 3166 de normalização publicado pela Organização Internacional de Normalização (ISO), que define códigos para os nomes das principais subdivisões (por exemplo, províncias ou estados) de todos os países codificados no ISO 3166-1.
Atualmente, para a Guiné, os códigos ISO 3166-2 estão definidos para dois níveis de subdivisão:
- 7 regiões administrativas e 1 governadoria
- 33 prefeituras

A governadoria Conacri é a capital do país e tem um status especial equivalente às regiões administrativas.
Cada código consiste em duas partes, separadas por um hífen. A primeira parte é GN, o código ISO 3166-1 alfa-2 da Guiné. A segunda parte é uma das seguintes:
- uma letra: regiões administrativas e governadoria
- duas letras: prefeituras

## Códigos atuais
Os nomes das subdivisões estão listados conforme o padrão ISO 3166-2 publicado pela Agência de Manutenção ISO 3166 (ISO 3166/MA).
Clique no botão no cabeçalho para ordenar cada coluna.

### Regiões administrativas e governadoria
| Código | Nome da subdivisão (em francês) | Categoria da subdivisão |
| ------ | ------------------------------- | ----------------------- |
| GN-B   | Boké                            | região administrativa   |
| GN-F   | Faranah                         | região administrativa   |
| GN-K   | Kankan                          | região administrativa   |
| GN-D   | Kindia                          | região administrativa   |
| GN-L   | Labé                            | região administrativa   |
| GN-M   | Mamou                           | região administrativa   |
| GN-N   | Nzérékoré                       | região administrativa   |
| GN-C   | Conacri                         | governadoria            |

### Prefeituras
| Código | Nome da subdivisão | Na região administrativa |
| ------ | ------------------ | ------------------------ |
| GN-BE  | Beyla              | N                        |
| GN-BF  | Boffa              | B                        |
| GN-BK  | Boké               | B                        |
| GN-CO  | Coyah              | D                        |
| GN-DB  | Dabola             | F                        |
| GN-DL  | Dalaba             | M                        |
| GN-DI  | Dinguiraye         | F                        |
| GN-DU  | Dubréka            | D                        |
| GN-FA  | Faranah            | F                        |
| GN-FO  | Forécariah         | D                        |
| GN-FR  | Fria               | B                        |
| GN-GA  | Gaoual             | B                        |
| GN-GU  | Guékédou           | N                        |
| GN-KA  | Kankan             | K                        |
| GN-KE  | Kérouané           | K                        |
| GN-KD  | Kindia             | D                        |
| GN-KS  | Kissidougou        | F                        |
| GN-KB  | Koubia             | L                        |
| GN-KN  | Koundara           | B                        |
| GN-KO  | Kouroussa          | K                        |
| GN-LA  | Labé               | L                        |
| GN-LE  | Lélouma            | L                        |
| GN-LO  | Lola               | N                        |
| GN-MC  | Macenta            | N                        |
| GN-ML  | Mali               | L                        |
| GN-MM  | Mamou              | M                        |
| GN-MD  | Mandiana           | K                        |
| GN-NZ  | Nzérékoré          | N                        |
| GN-PI  | Pita               | M                        |
| GN-SI  | Siguiri            | K                        |
| GN-TE  | Télimélé           | D                        |
| GN-TO  | Tougué             | L                        |
| GN-YO  | Yomou              | N                        |

## Alterações
As seguintes alterações na entrada foram anunciadas em boletins informativos pela ISO 3166/MA desde a primeira publicação do ISO 3166-2 em 1998:
| Edição/Boletim  | Data de emissão                   | Descrição da alteração no boletim                                                                                            | Código/Alteração da subdivisão                                 |
| --------------- | --------------------------------- | --- | -------------------------------------------------------------- |
| Boletim I-2     | 2002-05-21                        | Uma governadoria mudou para uma cidade (novo nível de subdivisão). Um código corrigido                                       | Códigos: (para corrigir uso duplicado) Koundara: GN-KD → GN-KN |
| ISO 3166-2:2007 | 2007-12-13                        | Segunda edição do ISO 3166-2 (esta alteração não foi anunciada em um boletim informativo)                                    |                                                                |
| Boletim II-1    | 2010-02-03 (corrigido 2010-02-19) | Adição do prefixo do código do país como o primeiro elemento do código, exclusão do termo genérico nos nomes das subdivisões |                                                                |